# Васюківка (Бахмутський район)
Васюкі́вка (до 1931 року — Боголюбівка, до 1958 року — Ворошилівка) — село Соледарської міської громади Бахмутського району Донецької області в Україні.

## Загальні відомості
Відстань до райцентру становить близько 20 км і проходить автошляхом Т 0513. Неподалік від села розташований ботанічний заказник місцевого значення Палімбія. Селом протікає річка Васюківка.
Засновано село на початку XIX ст.

## Населення
За даними перепису 2001 року населення села становило 601 особу, з них 45,76 % зазначили рідною мову українську, 11,81 % — російську та 0,17 % — вірменську.